# Claudina di Brosse
Claudina di Brosse (Bretagna, 1450 – 1513) è stata una nobildonna francese appartenente alla famiglia dei Penthièvre, che divenne duchessa di Savoia avendo sposato Filippo II di Savoia.
Era figlia di Giovanni II di Brosse e di Nicoletta di Châtillon.

## Biografia

### Matrimonio e discendenza
Nel 1485 sposò Filippo di Bresse, detto Filippo senza terra, poiché pretendente alla reggenza per il giovanissimo pronipote, Carlo Giovanni di Savoia.
Caudina diede a Filippo sei figli:
- Carlo II detto il Buono, duca di Savoia, che sposò nel 1521 Beatrice del Portogallo
- Luigi di Savoia (1488 - 1502) prevosto dell'Ospizio del Gran San Bernardo
- Filippo, abate di San Giusto a Susa e di San Pietro di Rivalta, poi conte del Genevese, barone di Faucigny e duca di Nemours, sposato con Carlotta d'Orleans-Longueville (1512 – 1549)
- Assalone (1494 - 1494),
- Giovanni Amedeo (1495 - 1495),
- Filiberta (1498 - 1524), marchesa di Gex, sposata nel 1515 con Giuliano de' Medici

Alla morte di Carlo Giovanni, il marito Filippo divenne duca di Savoia, ma morì solo un anno dopo ed il titolo di duca di Savoia passò a Filiberto II di Savoia, figlio di primo letto del marito.

### Vedovanza
Rimasta vedova, Claudina si ritirò nel castello di Billiat, avendo ricevuto in sopraddote l'usufrutto di questa signoria con quelle di Poncin, Cerdon, Saint-Sorlin-en-Bugey, Lagnieu, Virieu-le-Grand, Rossillon, Saint-Germain-les-Paroisses, Ambérieu-en-Bugey e Loyettes. Fu qui che mise al mondo Filiberta, sua ultimogenita, futura marchesa di Gex.
Alla sua morte la salma venne inumata nel Castello di Chambéry.